# Indian State Leagues
La Indian State League è formato dal quinto al decimo livello del campionato indiano di calcio maschile e dal terzo livello nel campionato femminile

## Storia
Rappresentano il massimo livello statale del sistema del campionato di calcio indiano. Attualmente ci sono un totale di 37 federazioni statali affiliate all'organo di governo nazionale, la All India Football Federation. La maggior parte delle federazioni statali organizza e ha proprie competizioni calcistiche affiliate nei rispettivi stati. I campionati statali operano come un sistema di promozione e retrocessione con l'I-League 3rd Division (maschile), l'IWL 2nd Division (femminile) e campionati regionali inferiori. Anche i club dei migliori campionati nazionali (Indian Super League e I-League) partecipano ai rispettivi campionati statali, il più delle volte con squadre giovanili o di riserva..